# Alexander Zetterström
Alexander Zetterström, född 28 april 1995, är en svensk fotbollsspelare som spelar för IK Brage.

## Klubbkarriär

### IK Brage
Zetterström började spela fotboll som sexåring i Forssa BK. 2011 gick han över till IK Brage. Zetterström debuterade den 10 mars 2013 i en 3–0-förlust mot Kalmar FF i Svenska cupen. Han spelade ytterligare en match i Svenska cupen, den 16 mars 2013 mot Nyköpings BIS (3–1-vinst). Zetterström debuterade i Superettan den 5 augusti 2013 i en 1–0-förlust mot Ängelholms FF. Total spelade han 11 ligamatcher säsongen 2013.
Den 28 november 2013 förlängde han sitt kontrakt i Brage med tre år. Säsongen 2014 fick Zetterström dåligt med speltid av tränaren Bo Wålemark. Han spelade endast två matcher för Brage som då spelade i Division 1.

### Kvarnsvedens IK
Den 11 mars 2015 gick Zetterström till Kvarnsvedens IK. Han spelade fyra matcher för klubben i Division 2 Norra Svealand 2015.

### Återkomst i IK Brage
Den 5 december 2015 återvände Zetterström till IK Brage. I augusti 2017 förlängde Zetterström sitt kontrakt med två och ett halvt år. Säsongen 2016 spelade Zetterström 20 ligamatcher och gjorde ett mål. Målet gjorde han den 22 maj 2016 i en 2–0-vinst över Nyköpings BIS. Zetterström spelade under säsongen även en match i Svenska cupen mot Sandvikens IF.
Säsongen 2017 spelade Zetterström 24 ligamatcher och gjorde två mål. Brage slutade på första plats och blev uppflyttade till Superettan 2018. Zetterström spelade även två matcher i Svenska cupen, mot Sandvikens IF och Åtvidabergs FF. I december 2021 förlängde Zetterström sitt kontrakt i Brage med tre år. I november 2024 förlängde han sitt kontrakt i klubben med två år.

## Landslagskarriär
Zetterström har spelat två landskamper för Sveriges U19-landslag. Han debuterade den 13 september 2012 i en 1–1-match mot Slovakien. Zetterström andra landskamp kom den 12 juni 2013 i en 4–0-vinst över Rumänien.

## Karriärstatistik
| Klubb              | Säsong             | Liga                      | Liga    | Liga | Svenska cupen | Svenska cupen | Övrigt  | Övrigt | Totalt  | Totalt |
| Klubb              | Säsong             | Division                  | Matcher | Mål  | Matcher       | Mål           | Matcher | Mål    | Matcher | Mål    |
| ------------------ | ------------------ | ------------------------- | ------- | ---- | ------------- | ------------- | ------- | ------ | ------- | ------ |
| IK Brage           | 2013               | Superettan                | 11      | 0    | 2             | 0             | —       | —      | 13      | 0      |
| IK Brage           | 2014               | Division 1 Norra          | 2       | 0    | 0             | 0             | —       | —      | 2       | 0      |
| IK Brage           | Totalt             | Totalt                    | 13      | 0    | 2             | 0             | —       | —      | 15      | 0      |
| Kvarnsvedens IK    | 2015               | Division 2 Norra Svealand | 4       | 0    | 0             | 0             | —       | —      | 4       | 0      |
| IK Brage           | 2016               | Division 1 Norra          | 20      | 1    | 1             | 0             | —       | —      | 21      | 1      |
| IK Brage           | 2017               | Division 1 Norra          | 24      | 2    | 2             | 0             | —       | —      | 26      | 2      |
| IK Brage           | 2018               | Superettan                | 28      | 1    | 0             | 0             | —       | —      | 28      | 1      |
| IK Brage           | 2019               | Superettan                | 19      | 1    | 4             | 1             | 1       | 0      | 24      | 2      |
| IK Brage           | 2020               | Superettan                | 26      | 1    | 4             | 0             | —       | —      | 30      | 1      |
| IK Brage           | 2021               | Superettan                | 27      | 1    | 3             | 0             | —       | —      | 30      | 1      |
| IK Brage           | 2022               | Superettan                | 26      | 2    | 3             | 0             | —       | —      | 29      | 2      |
| IK Brage           | 2023               | Superettan                | 24      | 1    | 2             | 0             | —       | —      | 26      | 1      |
| IK Brage           | 2024               | Superettan                | 28      | 0    | 3             | 0             |         |        | 28      | 0      |
| IK Brage           | Totalt             | Totalt                    | 222     | 10   | 22            | 1             | 1       | 0      | 245     | 11     |
| Totalt i karriären | Totalt i karriären | Totalt i karriären        | 239     | 10   | 24            | 1             | 1       | 0      | 264     | 11     |

1. ↑  Uppflyttningskvalmatch mot Kalmar FF.[26]